# Werraaue von Herleshausen
Die Werraaue von Herleshausen ist eine weiträumige offene Talaue im südöstlichen Teil des nordhessischen Werra-Meißner-Kreises. Sie erstreckt sich bis an die hessisch-thüringische Landesgrenze. Wegen der schutzwürdigen Lebensräume und Arten, die der überwiegend landwirtschaftlich genutzte Bereich besitzt, wurde die Aue als ein Fauna-Flora-Habitat(FFH)-Gebiet in das europaweite Schutzgebietssystem Natura 2000 integriert, das die Erhaltung der biologischen Vielfalt zum Ziel hat. Darüber hinaus ist die Werraaue der nördlichste Bereich des vierteiligen Vogelschutzgebiets „Rhäden von Obersuhl und Auen an der mittleren Werra“ und gehört vollständig zu dem im Jahr 1992 eingerichteten Landschaftsschutzgebiet „Auenverbund Werra“.

## Lage
Das 260 Hektar große FFH-Gebiet liegt auf einer fast ebenen Fläche mit einer Höhe zwischen 199 m und 203 m im „Geo-Naturpark Frau-Holle-Land“. Im Westen, Süden und teilweise auch im Osten wird es von der stark mäandrierenden Werra begrenzt. Die Werra bildet hier die Landesgrenze, so dass sich die rechte Fluss- und Uferseite in dem thüringischen Wartburgkreis befindet. Administrativ gehört die Aue zu dem Gemeindegebiet von Herleshausen. Ein kleiner westlicher Teil reicht bis in die Gemarkung von Wommen. In der naturräumlichen Gliederung Deutschlands des Instituts für Landeskunde Bad Godesberg wird die Aue dem „Osthessischen Bergland“ zugeordnet und gehört dort zu der Untereinheit „Neustädt-Hörscheler Werratal“ im „Salzunger Werrabergland“.

## Klima, Boden und Landnutzung
Das Gebiet befindet sich in einer Regenschattenlage zum osthessischen Bergland. Im Vergleich zum bergigen Umland gilt das Werratal als relativ wärmebegünstigt. Durch die ausgedehnten landwirtschaftlichen Nutzflächen, die Kaltluft bilden, können allerdings bei klarem Himmel in Strahlungsnächten lokal niedrigere Temperaturen als in den benachbarten Orts- und Waldlagen auftreten. In den flussnahen Bereichen wirkt das Wasser der Werra jedoch ausgleichend auf das Mikroklima.
Die Aue liegt in einer Senke innerhalb eines aus Unterem und Mittlerem Buntsandstein aufgebauten Berglands. Salzauslaugungsprozesse und tektonische Vorgänge haben hier zu einem schrittweisen Einsinken des Untergrunds geführt. Die Senke füllte sich mit tertiären Lockersedimenten wie Sand, Kies und Ton, die sich aus Bächen und Flüssen absetzten. Diese wurden von mächtigen organischen Substanzen überdeckt, aus denen sich nährstoffreiche grundwasserbeeinflusste braune Auenböden gebildet haben. Neben diesen sind Nass- und Anmoorgleye in der Talebene weit verbreitet. Die Basenversorgung der Böden wird fast überall als gut bis sehr gut bewertet.
Die großflächige Landschaft prägten in früheren Zeiten Auwälder, in permanent nassen, sumpfigen Bereichen mit ständig hohem Grundwasserstand auch Bruchwälder mit Schwarzerlen, Eschen und Baumweiden. Nach der Abholzung der Wälder wurden die Bereiche als Äcker und Wiesen bearbeitet. Boden und Klima begünstigten die landwirtschaftliche Nutzung. Die Aue gilt vom Ertrag her als einer der besten Mähwiesenstandorte im Kreisgebiet und auch die Äcker lassen auf manchen Flächen hohe Erträge zu. Die Nutzung der einzelnen Bereiche bestimmt die Werra mit ihren periodischen Überflutungen: Werranahe und tiefer liegende Flächen mit hohem Grundwasserstand werden meistens als Grünland bearbeitet. Die vom Fluss weiter entfernt und höher liegenden Bereiche sind in der Regel Ackerland. Das hat sich allerdings erst mit dem System der Gräben, die die ehemals feuchte Aueflächen entwässern und das Überflutungswasser abführen, so entwickelt.

## Vegetation

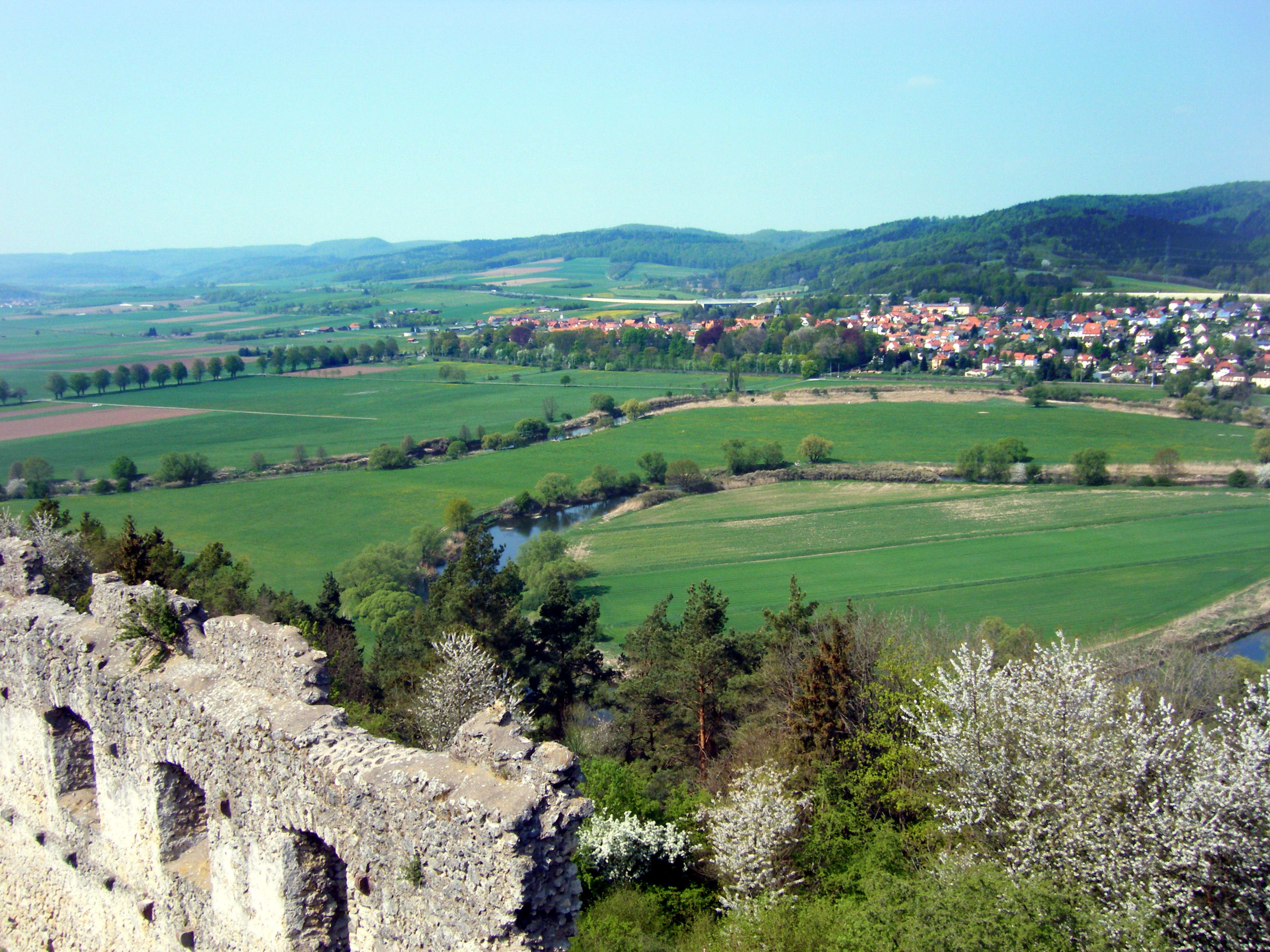
Blick von der Ruine Brandenburg auf die Werraschleifen in der Talaue von Herleshausen

Die großflächige offene Aue des FFH-Gebiets wird überwiegend als Grünland bearbeitet, daneben werden auch große Teile als Ackerland intensiv genutzt. Als FFH-relevante Lebensraumtypen (LRT) listet die Grunddatenerfassung zwei Biotoptypen auf: die flussbegleitenden feuchten Hochstaudenfluren (LRT 6430) mit einer Fläche von zwei Hektar, das einem Prozent der Gesamtfläche entspricht, sowie die Mageren Flachland-Mähwiesen (LRT 6510) auf 55,35 Hektar. Als bemerkenswerte Arten in den Wiesen werden der Große Wiesenknopf, die Große Pimpinelle und der Wiesensilau angesehen. Weit verbreitet und häufig kommen Wiesen-Pippau, Wiesen-Glockenblume, Acker-Witwenblume, Wiesen-Flockenblume, Wiesen-Schaumkraut und Scharfer Hahnenfuß vor.
Neben der Lindenallee, die die Aue durchquert, zählt der Uferstreifen der Werra zu den auffälligsten Habitatstrukturen in der Auenlandschaft. Der fast geschlossene einreihige Heckenzug mit markanten Einzelbäumen gilt als ein wichtiges biotopvernetzendes Element. In Ufernähe befinden sich vor allem Weiden, Holunder- und Schlehengebüsche sowie ruderale Hochstaudenfluren und Röhrichtgürtel. Neben ihrer ornithologischen Bedeutung sind sie auch ein wichtiger Überwinterungsplatz für eine Vielzahl von Insekten und Spinnentieren.

## Fauna
Die Bedeutung der Aue für die Vogelwelt wird als relativ groß eingeschätzt. Sie ist der nördliche Teilbereich des Vogelschutzgebiets „Rhäden von Obersuhl und Auen an der mittleren Werra“, in dem viele Vögel beobachtet wurden, für deren Schutz nach der Richtlinie über die Erhaltung der wild lebenden Vogelarten der EU besondere Maßnahmen ergriffen werden müssen. In dem hessischen Fachkriteriensystem zur Umsetzung der EU-Vogelschutz-Richtlinie wird es als das bedeutendste Brutgebiet für Tafelente, Rohrdommel und Schlagschwirl sowie als das bedeutendste Rastgebiet für die Knäkente in Hessen eingestuft. Für die Arten Wachtelkönig, Tüpfelsumpfhuhn, Wasserralle, Knäk-, Löffel- und Schnatterente, Rohrweihe, Weißstorch, Zwergdommel und Graureiher und weiterhin für Blaukehlchen, Zwergtaucher, Reiherente, Wasserralle und Bekassine wird es als eines der fünf Schwerpunktgebiete in Hessen angesehen.
Nach dem Maßnahmenplan, als Teil des Bewirtschaftungsplans, gehören zu den besonders schutzbedürftigen Vogelarten, die die Werraaue als Brutstätte, Nahrungsgast oder Durchzügler nutzen, die Brutvögel Eisvogel, Braunkehlchen und Wiesenpieper sowie die Rastvögel Bruchwasser- und Kampfläufer, Bekassine, Großer Brachvogel, Dunkler Wasserläufer, Grün- und Rotschenkel, Waldwasserläufer und Kiebitz.

## Lauchröder Allee

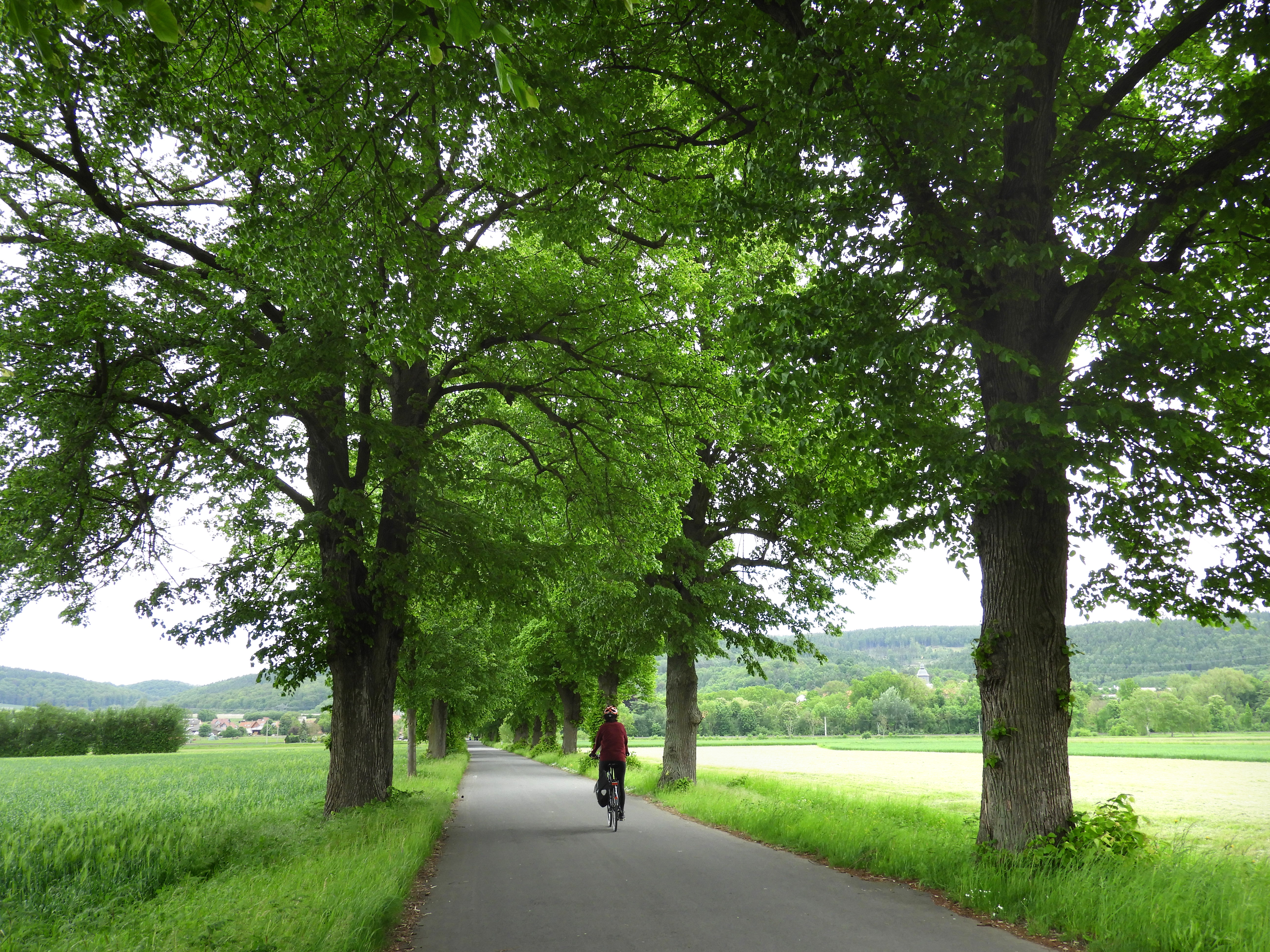
Über die Lauchröder Allee durchquert der Werratal-Radweg die Aue

Die Landstraße zwischen Lauchröden und Herleshausen teilt das FFH-Gebiet in einen westlichen und östlichen Bereich. Sie ist eine der wenigen erhaltenen Alleen in der Region. Die versetzt angeordneten Linden, die beiderseits die Straße einrahmen, wurden anlässlich des Neubaus der Brücke über die Werra im Jahr 1898 gepflanzt. Diese Brücke wurde im April 1945, am Ende des Zweiten Weltkriegs, gesprengt. Erhalten blieben nur die Brückenpfeilerstümpfe und die Uferrampe, die in der Zeit der Teilung Deutschlands ein beliebter Grenzaussichtspunkt war. Im Dezember 1989, nur sechs Wochen nach dem Mauerfall, wurde eine Fußgängerbrücke errichtet und seit Ende der 1990er Jahre ersetzt der heutige Bau die Behelfsbrücke. Die Lindenallee ist zum Naturdenkmal und aus geschichtlichen Gründen auch zum Kulturdenkmal erklärt worden. Als landschaftsprägende Allee wird sie durch das Bundesnaturschutzgesetz und das Hessische Ausführungsgesetz zum Bundesnaturschutzgesetz geschützt.
Der Werratal-Radweg durchquert über die Lauchröder Allee die Aue. Der als einer der beliebtesten Radfernwege Deutschlands angesehene Radwanderweg führt mit einer Länge von rund 300 km von den Werraquellen am Rennsteig bis nach Hann. Münden, wo die Werra auf die aus der Rhön kommende Fulda trifft und als Weser weiterfließt.

## Unterschutzstellung

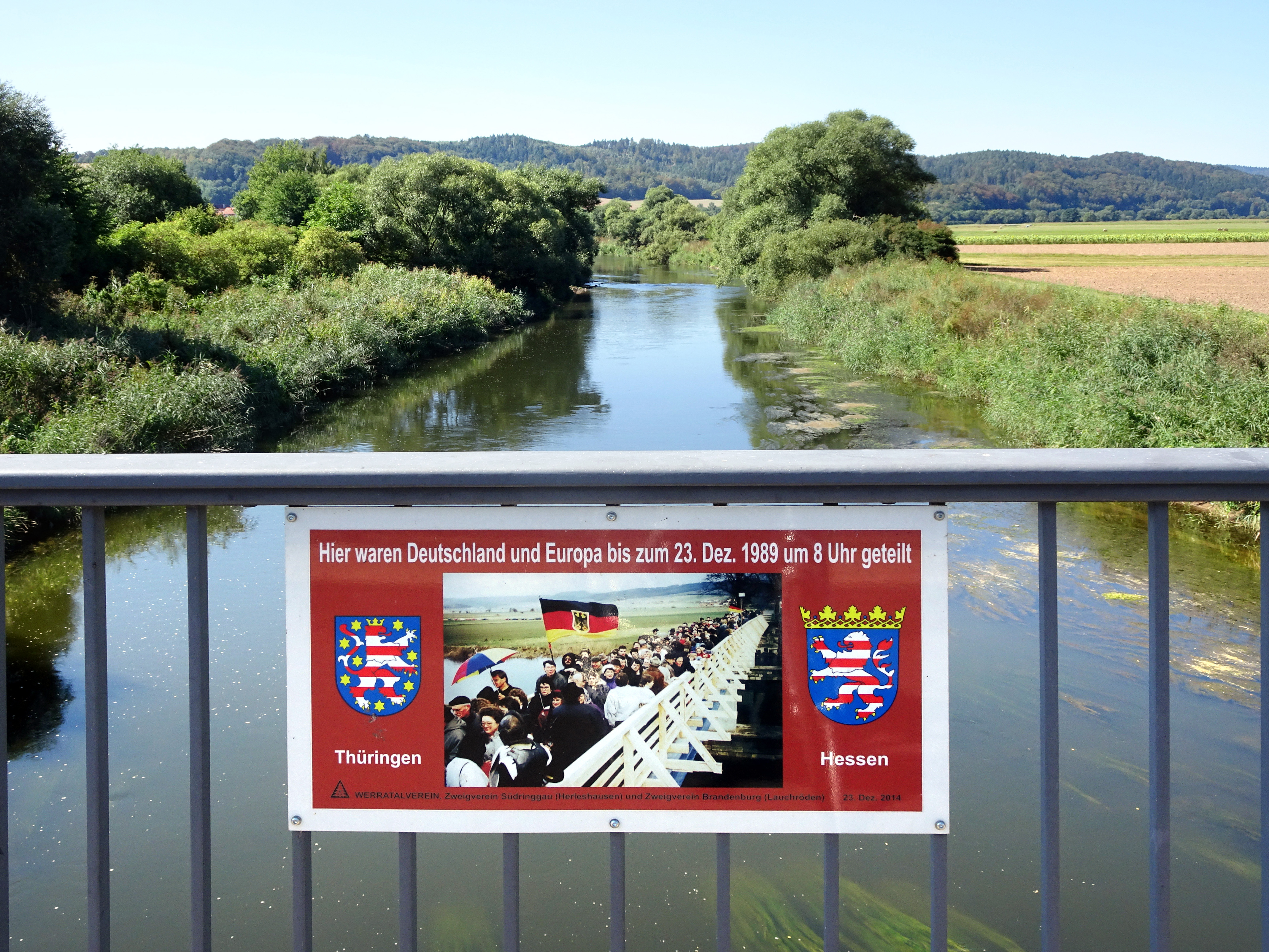
Das FFH-Gebiet erstreckt sich bis an das Ufer der Werra, deren Flussmitte die Landesgrenze bildet. Die linke Seite (im Bild rechts) befindet sich im Werra-Meißner-Kreis und gehört zum FFH-Gebiet „Werra zwischen Philippsthal und Herleshausen“, die rechte Seite liegt im thüringischen Wartburgkreis und ist ein Teil des FFH-Gebiets „Werra bis Treffurt mit Zuflüssen“

- Fauna-Flora-Habitat-Gebiet: Die Aue wurde im Rahmen der Umsetzung der Fauna-Flora-Habitat-Richtlinie im Juli 2001 der EU-Kommission für das länderübergreifende ökologische Schutzgebietssystem „Natura 2000“ zur Erhaltung gefährdeter oder typischer Lebensräume und Arten vorgeschlagen. Nach dem Standarddatenbogen vom Mai 2001 lag ihre Schutzwürdigkeit in der regionalen Bedeutung als Lebensraum für gefährdete Vogelarten, die in der mosaikartig landwirtschaftlich genutzten Fläche ganzjährig Nahrung und Rastplätze finden können.[6] Nach der Bestätigung als Gebiet von gemeinschaftlicher Bedeutung im Dezember 2004 forderte die EU neben dem Gebietsmanagement und dem damit verbundenen Monitoring eine förmliche Schutzerklärung, die im Januar 2008 mit der „Verordnung über Natura 2000-Gebiete in Hessen“ erfolgte.[7] Das FFH-Gebiet mit einer Größe von 260 Hektar hat die Gebietsnummer 4926-303 und den WDPA-Code 555520290.[8][9] Zwischen dem thüringischen Sallmannshausen und Herleshausen verläuft die Landesgrenze rund neun Kilometer lang in der Mitte der Werra. Die linke Flussseite ist Teil des an die Aue angrenzenden FFH-Gebiets 5125-350 „Werra zwischen Philippsthal und Herleshausen“[10] und die rechte Seite des Flusslaufs gehört zum FFH-Gebiet 5328-305 „Werra bis Treffurt mit Zuflüssen“[11]
- Vogelschutzgebiet: In dem vierteiligen Vogelschutzgebiet „Rhäden von Obersuhl und Auen an der mittleren Werra“ bildet die Werraaue von Herleshausen den nördlichen Bereich. Die anderen Teilflächen, die am Ostrand des Landkreises Hersfeld-Rotenburg liegen, gehören wegen ihrer besonderen Naturausstattung noch zu anderen Schutzgebietskategorien. Die (von Norden nach Süden) „Obersuhler Aue“ wurde im Jahr 1990, der „Rhäden bei Obersuhl und Bosserode“ im Jahr 1973 und die „Rohrlache von Heringen“ im Jahr 1979 zu Naturschutzgebieten erklärt. Außerdem sind die drei Naturschutzgebiete, als gleichnamige Fauna-Flora-Habitat-Gebiete, Teile des länderübergreifenden Schutzgebietssystems „Natura 2000“. Die vier Teilbereiche, die Feuchtgebiete mit offenen Wasserflächen, Röhricht, nasse Brachen und naturnahe Auenwiesenlandschaften besitzen, wurden wegen ihrer Bedeutung für die an Wasser gebundenen Vogelarten vom Land Hessen für die Umsetzung der Verpflichtungen aus der Vogelschutzrichtlinie der EU ausgewählt. Mit der Richtlinie über die Erhaltung der wild lebenden Vogelarten wollen die Mitgliedstaaten der Europäischen Union sämtliche in ihrem Gebiet natürlicherweise vorkommenden Vogelarten einschließlich der Zugvogelarten in ihrem Bestand dauerhaft schützen und geeignete Lebensräume in ausreichender Flächengröße erhalten oder wiederherstellen. Die Übernahme dieser Richtlinie, deren kodifizierte Fassung im Jahr 2010 in Kraft getreten ist in deutsches Recht, erfolgte vornehmlich durch das Bundesnaturschutzgesetz und die Bundesartenschutzverordnung sowie durch einige Bestimmungen des Jagdrechts.[12][13][14]
- Landschaftsschutzgebiet: Die Werraaue von Herleshausen liegt vollständig in dem Landschaftsschutzgebiet „Auenverbund Werra“, das im Jahr 1992 ausgewiesen wurde, um die verschiedenen Wiesen- und Ufervegetationstypen des Gewässers zu schützen und naturnahe Gewässerabschnitte zu erhalten oder sie wieder herzustellen.[15] Das Landschaftsschutzgebiet mit der nationalen Kennung 2636002 und dem WDPA-Code 378407 besitzt eine Größe von rund 4000 Hektar und besteht aus mehreren, unterschiedlich großen Teilen entlang der mittleren und unteren Werra in den Landkreisen Hersfeld-Rotenburg und Werra-Meißner.[16]
- Grünes Band: Die Aue von Herleshausen gehört mit den Schutzgebieten, die entlang der ehemaligen innerdeutschen Grenze liegen, zu dem Verbund der feuchten Ökosysteme des Mittleren Werratals. Jahrzehntelang blieben die Flächen weitgehend unberührt und konnten sich zu einem Rückzugsgebiet für viele vom Aussterben bedrohte Tier- und Pflanzenarten entwickeln. Sie besitzen eine besondere Bedeutung in dem als „Korridor der Artenvielfalt“ bezeichneten „Grünen Band“, das mit der Entscheidung des Thüringer Landtags vom 9. November 2018 zum Nationalen Naturmonument erklärt wurde.[17]